# Shopee
Shopee（ショッピー）は、シンガポールの電子商取引プラットフォームであり、2009年にフォレスト・リーが設立したSeaグループ（旧称Garena）の傘下。Shopeeは2015年にシンガポールで最初に立ち上げられ、その後マレーシア、タイ、台湾、インドネシア、ベトナム、フィリピン、ブラジル、メキシコへと事業を拡大した。Shopeeは東南アジアおよび台湾のユーザーに商品をオンラインで売買するサービスを提供している。コンセプト内に構築されたモバイルおよびソーシャル要素により、Tech In AsiaはShopeeを「2015年に見られた5つの破壊的な電子商取引のスタートアップ」の1つと表現した。 

## 歴史
2015年、Shopeeはユーザーが外出先で閲覧、購入、販売ができるソーシャルファーストのモバイル中心の市場としてシンガポールに立ち上げられた。物流と決済サポートが統合されたアセットライトプラットフォームは、販売者と購入者双方にとってオンラインショッピングを簡単かつ安全なものにすることを目的としている。 
その後まもなくしてアプリベースのプラットフォームは、ラザダ、トコペディアとAliExpressのような地域の他の急成長中の電子商取引サイトに対抗するためのウェブサイトを立ち上げた。差別化を図るため、Shopeeは購入者が注文商品を受け取るまで販売者への支払いを保留する独自のエスクローサービス「Shopee Guarantee」を通じてオンラインショッピングのセキュリティを提供している。 
2019年9月3日に、Shopeeはシンガポール・サイエンスパークに新しい6階建ての地方本社を正式に開設した。新しい建物は3000人の従業員を収容可能な22700㎡のスペースがあり、アセントビルにある旧本社の6倍の大きさを誇る。同社はこの大規模な地方本社設立でデジタル経済への取り組みを強化する。 

## 事業モデル
Shopeeは当初消費者対消費者 （C2C）市場を中心としていたが、後に C2Cと企業対消費者 （B2C）の両方のハイブリッドモデルへと移行した。 
Shopeeは市場全体で70を超える宅配業者と提携して、ユーザーに物流サポートを提供している。シンガポールでは、物流のスタートアップ「NinjaVan」と協力して、商品のピックアップと配送を行った。地域の他の配達パートナーには、Pos MalaysiaおよびPos Indonesiaが含まれる。 

## 市場シェア
2019年時点でプラットフォームは2億ダウンロードを記録している。Shopeeの2019年第2四半期の総注文数は、前年の1億2780万件から92.7％増加して2億4630万件になった。流通総額（GMV）も、2019年第2四半期は前年の22億米ドルから72.7％増の38億米ドルに増加した。 
iPriceの2019年第２四半期の電子商取引レポートによると、Shopeeは競合他社であるラザダとトコペディアを抜いて月間アクティブユーザー数、総ダウンロード数およびアクセス数の多いWebサイトで１位のショッピングアプリだった。 
これらのGMVの主張はまた、アリババが支援するライバル企業ラザダの反発を招き、ラザダ前CEOのマックス・ビットナーは、GMVの数字は「補助金制度によって」容易に膨張させることができるとし、「不健全な補助金が撤廃された暁にはGMVは低下するのは歴史が教えるところである」と主張した。 
それでも、マレーシアでは、Shopeeが2017年第4四半期にLenongを超え3番目に多く訪問された電子商取引ポータルになり、「Google PlayとiOSアプリストアの両方でラザダを抜いてベストアプリとしてランク付けされた」
インドネシアの消費者の間でも同様であり、TheAsianParentが2017年12月に行った調査で、「インドネシアの母親にとってショッピングプラットフォームのファーストチョイスがShopee（73％）であり、トコペディア（54％）、ラザダ（51％）とInstagram（50％）が続く」と明らかになった。

## 新リリース
2016年、Shopeeは「Shopee University」イニシアチブを立ち上げた。このイニシアチブは地元の起業家や企業がフィリピンでオンラインビジネスの立ち上げを支援する一連のワークショップとチュートリアルである。 
2017年、Shopeeはシンガポールで200ブランドのShopee Mallを立ち上げた。専用ポータルの特徴として、この地域の大手ブランドや小売業者が販売する何千もの商品が存在する。Shopee Mallは、より多様なオンラインショッピング体験を提供し、オムニチャネルアプローチを追求する大手ブランドにより良く対応するために制作された。 
2018年、Shopeeは中国市場ポータルを開始した。このポータルでは、シンガポールの買い物客が配送料や仲介手数料を支払うことなく中国の業者が販売する商品を簡単に購入できる。このポータルは、ラザダのタオバオコレクションオプションと直接競合する。 
2020年、日本からの越境EC販売も可能となった。 

## ブランド大使
2018年、ShopeeはYGグループとの提携の一環として、Blackpinkを初の地域ブランド大使に任命した。同年10月にGot7のベンベンもタイのブランド大使に任命された。 
2019年、Shopeeは地域ブランド大使として、サッカーの代表的選手クリスティアーノ・ロナウドと提携した。この提携はShopeeの代表的な年次ショッピングイベント「9.9 Super Shopping Day」に合わせて発表された。 

## IPO
Shopeeの親会社であるSeaグループは、2017年10月にニューヨーク証券取引所 （NYSE）で10億米ドルの新規株式公開（IPO）を申請した。Seaの39.7%の株式を保有するテンセントは同社上場の主要受益者であり、その他の大株主としてBlue Dolphins Venture（創業者フォレスト・リーが設立した組織）が15％、リー個人が20％、最高技術責任者のGang Yeが10％を保有している。 

## 受賞歴
2015年、Shopeeはシンガポールのデジタル出版社Vulcan Postが発表したVulcan Awardsの第2版で「Singapore Startup Of The Year」を受賞した。 

## 論争
2019年6月、Shopee（フィリピン）が韓国の女性グループBlackpinkのフィリピン人ファンを騙したとされる後、#ShopeeScamがTwitterの世界トレンドになった。 Shopee（フィリピン）は、オンラインストアでの支出者上位568人に交流会イベントへのパスを提供するプロモーションをリリースした。しかし、一部ファンがチケットを獲得したという通知を受け取ったと報告したが、Shopeeは後でチケットを撤回した。他の人は、Shopeeがイベント前日にコンテストの仕組みを変更したことを示すスクリーンショットを投稿した。Shopeeは現在フィリピン貿易産業省の調査を受けている。